# 牧皮
牧皮（？—？），春秋时期鲁国人，《史记·仲尼弟子列传》、《孔子家语·七十二弟子解》都没有记载。朱彝尊《孔子弟子考》中称他是孔子弟子。
孟子对万章说孔子在交友的过程中，首选中道之士，次而选狂放之士，就像琴张、曾皙、牧皮这些人。再次选狷介之士，对于乡愿之士深恶痛疾，不与交往。说乡愿为德之贼。